# 原子爆弾被爆者に対する援護に関する法律
原子爆弾被爆者に対する援護に関する法律（げんしばくだんひばくしゃにたいするえんごにかんするほうりつ、平成6年12月16日法律第117号）は、原子爆弾の被爆者に対する保障に関する日本の法律である。略称は被爆者援護法、原爆被爆者援護法などがある。
1994年（平成6年）12月16日に公布された。
本法施行により、従前の原子爆弾被爆者の医療等に関する法律、原子爆弾被爆者に対する特別措置に関する法律は廃止された。

## 被爆者に該当する人
- 原子爆弾が投下された際、指定の区域で直接被爆した人とその人の胎児
  - 当時の広島市、安佐郡祇園町、安芸郡戸坂村のうち、孤爪木、安芸郡中山村のうち、中、落久保、北平原、西平原、寄田、安芸郡府中町のうち、茂陰北
  - 当時の長崎市、西彼杵郡福田村のうち、大浦郷、小浦郷、本村郷、小江郷、小江原郷、西彼杵郡長与村のうち、高田郷、吉無田郷
- 原子爆弾が投下されてから2週間以内に、救援活動、医療活動、親族探しなどのために、広島市内、長崎市内に立ち入った人とその人の胎児
- その他、多数の死体の処理、被爆者の援護などに従事したなど、身体に放射線の影響を受けるような事情にあった人とその胎児

## 被爆者健康手帳
被爆者健康手帳は、原子爆弾の被爆者であることを示す証明書。健康保険証とともに医療機関へ提示することで、無料で診察、医療、投薬、入院などができる。氏名や居住地の変更、健康診断記載欄が埋まったとき、紛失、盗難にあったときは、都道府県知事（広島市、長崎市の場合は市長）に届ければ、訂正、再交付を行うことができる。3年ごとの更新は、1999年を最後に行われなくなった。

## 認定制度
被爆者は、医療の給付や特別手当を受ける場合、原子爆弾の傷害作用によるものであり、現に治療を要する状態あるという厚生労働大臣の認定を受ける必要がある。認定を受けるためには、認定申請書、医師の意見書、検査成績書などを合わせて厚生労働大臣に申請する。厚生労働大臣は障害認定審査会で認定を行い、認定書を交付する。

## 援護制度

### 健康管理
被爆者は、健康上特別な状態にあるため、都道府県知事（広島市、長崎市の場合は市長）は、健康診断と健康指導を行っている。健康診断は、毎年2回定期的に行われるものと、被爆者の希望によって年2回を限度に行われるものがあり、そのうち1回はがん検診を受診することができる。また、医療機関への往復交通費については交通手当が支給される。

### 医療の給付
被爆者は、病気やけがが治るまで、国の負担で医療を受けることができる（公費負担医療）。被爆者援護法によって行われる医療の給付には「認定疾病による医療の給付」と「一般疾病による医療の給付」の2つの制度がある。

#### 認定疾病による医療の給付
厚生労働大臣の認定を受けた場合、認定書と被爆者保険手帳を提示することで、全額国の負担で医療を受けることができる。

#### 一般疾病による医療の給付
被爆者は、認定疾病以外の一般の病気やけがの場合、原爆被爆者指定医療機関であれば、健康保険などの患者負担分を国の負担で医療を受けることができる。一般疾病に対しては医療の給付を受けることができない場合もある。

### 各種手当て
被爆者援護法によって支給される手当ては、6つの手当てと葬祭料がある。また、原爆症であると厚生労働大臣の認定を受けた場合、所得税、地方税で、障害者として取り扱われ控除が受けられる。
- 医療特別手当
- 特別手当
- 原子爆弾小頭症手当
- 健康管理手当
- 保健手当
- 介護手当又は家族介護手当
- 葬祭料

### 介護保険
被爆者は、介護保険の医療サービスについては、被爆者健康手帳を提示することで、自己負担分を国の負担で受けることができる。福祉サービスについては、指定介護老人福祉施設などでサービスを受けた場合、自己負担分を助成される場合がある。訪問介護サービスについても、介護手当が支給される場合がある。

### 特例措置
被爆者でない人も、健康診断についてのみ、被爆者と同様の措置を受けられる。

#### 第一種健康診断受診者証
原子爆弾が投下された際、指定の区域で直接被爆した人とその人の胎児。第一種健康診断受診者証の交付を受けた人が、健康診断の結果、健康管理手当の対象となる11の障害があると診断された場合は、被爆者保険手帳の交付を受けることができる。

#### 第二種健康診断受診者証
原子爆弾が投下された際、爆心地から12kmの区域で直接被爆した人とその人の胎児。

## 課題

### 在外被爆者
日本国内に居住地を有していない者で、広島または長崎で被爆した経験を有するものに対して、在外被爆者に関する制度がある。
在外被爆者は、1974年の旧厚生省公衆衛生局長が発した402号通達により、健康管理手当の支給を受けられないとされてきたが、1978年の孫振斗訴訟での最高裁判所の判断を受け、日本滞在中は支給を受けられるが出国すれば権利を失うと改められ、2003年には402号通達を廃止し、支給を開始した。しかし、地方自治法236条2項にある時効援用不要の規定を理由に、過去5年分を支給したが2007年、最高裁は402号通達を違法とし、時効も認められないとする判断を示した（最判平成19年2月6日）。これを受け、厚生労働省は在外被爆者に未払い分を支給する方針を固めた。
また、在外被爆者は、手当の申請を国内で行う必要があったが、2005年より在外公館での手当申請を受け付けている。
しかし2007年の方針変更後も、在外被爆者からの医療費などの支給申請が却下されるケースが相次いでおり、2010年11月には広島地裁に、2011年6月には大阪地裁に、それぞれ訴えが起こされるなどしている。このうち、2013年10月の大阪地裁判決、2014年6月の大阪高裁判決は原告の訴えを認めたが、2014年3月の長崎地裁判決、2015年6月の広島地裁判決は原告の訴えを退けており、司法判断が分かれている。
2016年5月19日、韓国で被爆者支援法案が成立した。被爆者の登録、実態調査、医療支援を実施するほか、犠牲者の追悼事業も行うとしている。すでに日本の被爆者健康手帳を所有し医療費補助を受けている者は医療支援の対象外。

### 認定訴訟
被爆者の認定制度の基準では認定されないが、原爆症だと主張する人々がいる。認定制度の基準運用に誤りがあるとして、全国で十数件の被爆者認定訴訟が起きている。このうち、大阪地裁および広島地裁においては、2006年に原告側の全面勝訴の判決がだされた。これに対し、国（厚生労働省）は異をとなえて控訴している。
大阪・兵庫・京都の3府県在住の11人の被爆者が起こした「第二次近畿集団訴訟」で、2008年7月18日の大阪地裁の判決は、原告のうち4人について原爆症と認めたが、同年4月からの新基準で認定を受けていた6人については却下された。また、この訴訟では、直接被爆はしていないものの、負傷者の救護を行っている間に被爆した、いわゆる「救護被爆者」1人について、初の司法判断が注目されたが、訴えを棄却した。
2009年12月1日の衆議院本会議で、原爆症認定集団訴訟の原告に係る問題の解決のための基金に対する補助に関する法律（原爆症基金法）が、欠席した自民党以外の賛成で可決、成立した。

### 国家賠償
そもそも被団協などの要求は国家の賠償責任に基づく援護法制定だったが、それは完全に無視されたと報じられている。